# Antonella (telenovela)
Antonella è una telenovela argentina prodotta nel 1992 da Celso Durán e diretta da Nicolás del Boca. È formata da 165 episodi.
I suoi protagonisti sono Andrea del Boca nel ruolo di Antonella e Gustavo Bermúdez nel ruolo di Nicola. In Italia è stata trasmessa per la prima volta su Rete 4 nel 1994 e in replica su altre tv locali, e da canali digitali come Lady Channel e Vero Capri, mentre nel 2024 è su TV2000.

## Trama
Antonella è una ragazza allegra, che passa il suo tempo con i bambini lavorando come animatrice di feste all'agenzia "La Buona Stella". Vive con il suo amico Carlo, che considera come un padre. La sorellastra di Antonella, Natalia, è la segretaria di Nicola Corsino D'Elia, si innamora di lui e ne diviene l'amante. L'uomo le affida una cartella contenente dei documenti molto importanti, ma il cugino dell'uomo, Gastone, manda due loschi individui a seguire Natalia per appropriarsi dei documenti. La ragazza se ne accorge e consegna la cartella alla sorella; viene poi uccisa dai due malfattori, che la buttano dal balcone.
Antonella, credendo che Nicola sia coinvolto nella morte di sua sorella, con quei documenti ricatta Lucrezia, la nonna di Nicola, e diventa la sua segretaria personale. Va a vivere a casa Corsino D'Elia dove conosce il maggiordomo Abelardo, Gastone e sua moglie Rachele, Arturo, che dopo la morte della sorella Rebecca inizia ad avere una doppia personalità, finendo con l'innamorarsi di Nicola, Miranda, molto gelosa di Antonella perché innamorata di Nicola, Armando, padre di Nicola, e Paola, la figlia illegittima di Lucrezia, che diventerà una sua grande amica.
Nicola e Antonella si innamorano. La ragazza, seguendo il consiglio di Paola, si fa visitare da un ginecologo e scopre di avere un tumore all'utero. Dovendo operarsi, disperata, respinge Nicola. Anche Federico, il figlio di Nicola, si ammala e necessita di un trapianto di rene. Antonella si opera, guarisce perfettamente ed è determinata a sposare Nicola.
Qualche tempo dopo scopre di essere incinta di Nicola, ma Arturo uccide alcune prostitute facendo cadere la colpa su Nicola: l'uomo è adesso determinato a scoprire il vero colpevole, ma viene ferito con un colpo di pistola da Arturo, travestito da donna. Arturo si precipita da Antonella, che per lo shock perde il bambino. L'uomo viene poi arrestato e rinchiuso in una clinica psichiatrica, mentre Lucrezia, in punto di morte, chiede perdono a Paola per averla abbandonata quando era piccola. Federico viene operato e guarisce, così Antonella e Nicola possono sposarsi.

## Nomi originali
Nell'edizione italiana del serial, alcuni nomi sono stati cambiati. Questi quelli originali:
- Nicola Corsino D'Elia: Nicolas Cornejo Mejia.
- Federico Corsino D'Elia: Federico Cornejo Mejia.
- Gustavo Mosso: Gustavo Dondo
- Cristoforo: Cristobal
- Lucrezia Corsino D'Elia: Lucrecia Cornejo Mejia.
- Gastone Corsino D'Elia: Gaston Cornejo Mejia.
- Armando Corsino D'Elia: Facundo Cornejo Mejia.
- Paola: Paula
- Rachele Corsino D'Elia: Raquel Cornejo Mejia.
- Giulia: Nuria

## Personaggi
- Antonella Piovano
- Nicola Corsino D'Elia
- Federico Corsino D'Elia
- Lucrezia Corsino D'Elia
- Miranda
- Gastone Corsino D'Elia
- Abelardo Casenda
- Paola Martini Montero
- Carlo Rufino Moricone
- Armando Corsino D'Elia
- Arturo
- Giulia
- Rachele Corsino D'Elia
- Taddeo, soprannominato "Taddy"
- Clotilde
- Cristoforo
- Lorenzo Moricone
- Gustavo Mosso
- Viviana Fontanaro "Lulù Fontan"
- Barbara Ginevro
- Amalia
- Maria Luisa
- Mercedes
- Oreste Ginevro
- Rossetti
- Rosaria
- Tweetty Tamari
- Ispettore Patrono
- Ispettore Ellena
- Fiorenza Martini
- Elena
- Dante
- Rolando
- Ernesto
- Andrea Soto
- Natalia Piovana
- Nella Sartori
- Monica
- Regina
- Daniele Giordano
- Crispina
- Tommaso
- Giancarlo

## Paesi in cui è stata trasmessa la telenovela
- Albania (tramite la tv pugliese Telenorba)
- aree del Medio Oriente coperte dalla tv satellitare araba MBC
- Azerbaigian
- Bosnia ed Erzegovina
- Canada (in lingua originale)
- Cipro
- Croazia
- Israele
- Italia
- Perù
- Polonia
- Repubblica Ceca
- Romania
- Russia
- Serbia
- Slovacchia
- Spagna
- Stati Uniti d'America (in lingua originale)
- Svizzera (TeleTicino)
- Uruguay